# ミルトン (バーモント州)
ミルトン（英: Milton）は、アメリカ合衆国バーモント州のチッテンデン郡にある町。人口は1万0723人（2020年）。バーリントン都市圏に含まれる。
伝説に拠れば、町名はイギリスの詩人ジョン・ミルトンから名付けられたとされているが、ミルトン子爵を保持していた第4代フィッツウィリアム伯ウィリアム・フィッツウィリアムからという可能性が強い。
ミルトン町には町役場、教育体系、図書館、警察署、消防署、救急救命隊、教会幾つか、公的および社会的組織がある。町内にはイギリス空軍とアメリカ空軍の納入業者であるオムニ・メディカル・システムズがある。

## 歴史
ミルトンとなった町は1763年6月8日にニューハンプシャー植民地総督ベニング・ウェントワースが認証した。最初に入植したのはウィリアム・アイリッシュ、レナード・オーウェン、エイモス・メンスフィールド、アブサロム・テイラー、トマス・デューイだった。1795年にはミルトンに約300人の開拓者が住んでいた。民家で集会を行うのはもはや十分ではなくなったので、新しい集会所を建てることが必要になった。町役場は1849年に建てられた。しかし1878年の火事で焼失した。
ミルトンの初期開拓者は1840年まで製材業と炭酸カリウムから収入を得ていたが、その後酪農が盛んになり、バターやチーズが売られた。最後はミルクもボストンやニューヨーク市に運ばれていた。

## 地理
ミルトン町は北緯44度38分23秒 西経73度6分39秒 / 北緯44.63972度 西経73.11083度に位置している。
アメリカ合衆国国勢調査局に拠れば、市域全面積は60.9平方マイル (157.7 km2)であり、このうち陸地51.5平方マイル (133.3 km2)、水域は9.4平方マイル (24.4 km2)で水域率は15.49%である。

## 人口動態
以下は2000年の国勢調査による人口統計データである。
| 基礎データ - 人口: 9,479 人 - 世帯数: 3,333 世帯 - 家族数: 2,609 家族 - 人口密度: 71.1人/km2（184.2 人/mi2） - 住居数: 3,505 軒 - 住居密度: 26.3軒/km2（68.1 軒/mi2） 人種別人口構成 - 白人: 98.10% - アフリカン・アメリカン: 0.21% - ネイティブ・アメリカン: 0.40% - アジア人: 0.34% - 太平洋諸島系: 0.02% - その他の人種: 0.17% - 混血: 0.76% - ヒスパニック・ラテン系: 0.62% | 年齢別人口構成 - 18歳未満: 28.7% - 18-24歳: 7.1% - 25-44歳: 35.8% - 45-64歳: 22.6% - 65歳以上: 5.8% - 年齢の中央値: 34歳 - 性比（女性100人あたり男性の人口） - 総人口: 100.5 - 18歳以上: 98.8 世帯と家族（対世帯数） - 18歳未満の子供がいる: 41.6% - 結婚・同居している夫婦: 65.8% - 未婚・離婚・死別女性が世帯主: 8.7% - 非家族世帯: 21.7% - 単身世帯: 15.3% - 65歳以上の老人1人暮らし: 4.0% - 平均構成人数 - 世帯: 2.84人 - 家族: 3.17人 | 収入と家計 - 収入の中央値 - 世帯: 49,379米ドル - 家族: 50,972米ドル - 性別 - 男性: 36,149米ドル - 女性: 27,256米ドル - 人口1人あたり収入: 20,048米ドル - 貧困線以下 - 対人口: 5.1% - 対家族数: 4.2% - 18歳未満: 7.0% - 65歳以上: 6.0% |

## 市政府

### 公衆安全
2008年、資産犯罪が54.9%増加した。犯罪の総発生件数は706件だった。

## 交通
チッテンデン郡交通公社がウィークデイに町内の通勤バス便を運行している。バス停はミルトン町オフィスパーク・アンド・ライドやチムニー・コーナー・パーク・アンド・ライドなどがある。